# Résolution 143 du Conseil de sécurité des Nations unies
Membres permanents
- Chine (Taïwan)
- États-Unis
- France
- Royaume-Uni
- URSS

Membres non permanents
- Argentine
- Sri Lanka
- Équateur
- Italie
- Pologne
- Tunisie

Résolution no 142 Résolution no 144
La Résolution 143  est une résolution du Conseil de sécurité des Nations unies adoptée le 17 juillet 1960, dans sa 873e séance, à la suite du rapport du secrétaire général agissant sur la base de l'article 99 de la Charte des Nations unies et concernant les violences survenues après la proclamation de l'indépendance du Congo, le 30 juin 1960.

## Effets
Cette résolution demande aux autorités belges de retirer leurs troupes du territoire congolais. Elle autorise également le Secrétaire général, en consultation avec le gouvernement congolais, à prendre toutes les mesures appropriées pour fournir à ce  gouvernement l'assistance militaire dont il a besoin, et ce jusqu'au moment où les forces nationales de sécurité seront à même de remplir entièrement leurs tâches.

## Vote
La résolution a été adoptée par 8 voix.
La France, la République de Chine et le Royaume-Uni se sont abstenus. 

## Texte
- Résolution 143 Sur fr.wikisource.org
- Résolution 143 Sur en.wikisource.org

### Source bibliographique
- Les grandes résolutions du Conseil de sécurité des Nations-Unies, M. Albaret, E. Decaux, N. Lemay-Hébert, D. Placidi-Frot, édition Dalloz, 2012, commentaire n°5, pages 35 à 43.